# Comune di Langå
Il comune di Langå, fino al 1º gennaio 2007 è stato un comune danese situato contea di Århus, il comune aveva una popolazione di 8 396 abitanti (2005) e una superficie di 133 km². Capoluogo era la cittadina di omonima.
Dal 1º gennaio 2007, con l'entrata in vigore della riforma amministrativa, il comune è stato soppresso. La parte meridionale del territorio comunale è stata accorpata, insieme ai comuni di Hadsten, Hammel, Hinnerup e Hvorslev per costituire il neo-formato comune di Favrskov, la parte rimanente del territorio comunale è entrata a far parte del comune di Randers.